# Oeonus
Oeonus is een geslacht van vlinders van de familie dikkopjes (Hesperiidae), uit de onderfamilie Hesperiinae.

## Soorten
- O. edlichi (Plötz, 1886)
- O. egma Evans, 1955
- O. pyste Godman, 1900